# Antonio Zoncada
Antonio Zoncada (* 4. Februar 1813 in Codogno; † 15. Juli 1887 in Pavia) war ein italienischer Autor, Romanist, Italianist  und Literarhistoriker.

## Leben und Werk
Zoncada war für die Priesterweihe bestimmt, trat aber 1834 in das weltliche Leben über und unterrichtete an Gymnasien. Als Teilnehmer des Mailänder Fünf-Tage-Aufstands von 1848 gegen die Österreicher wurde er  entlassen und Privatlehrer. 1853 erhielt er einen Ruf auf den Lehrstuhl für Ästhetik sowie lateinische und griechische Literatur der Universität Pavia. Ab 1863 besetzte er ebenda den Lehrstuhl für Italienische Literatur.

## Werke

### Romanistik  und Literaturgeschichte
- Eccellenza della lingua italiana e modo di studiarla, Mailand 1853
- I fasti delle lettere in Italia nel corrente secolo, Mailand 1853
- Corso di letteratura classica, 4 Bde., Mailand 1855–1858
- Dante e l'arte in Italia, Pavia 1864

- I dialetti d’Italia. Letture pubbliche, Pavia 1875
- Clio ovvero i fasti della storia, Turin 1882
- Alfieri e Rousseau, Pavia 1883

### Eigene Dichtung und Prosa
- Saggio di poesie, Mailand 1837
- Poesie, Mailand 1843
- Tre racconti ad istruzione dei giovinetti, Mailand 1850
- Carlo Goldoni a Pavia. Racconto storico, Pavia 1866, 1999
- La siciliana. Racconto contemporaneo, Codogno 1868

### Übersetzungen aus dem Französischen
- Xavier Marmier, Lettere sulla Danimarca, la Svezia, la Norvegia, la Laponia e lo Spitzberg, 4 Bde., Mailand 1841
- François Guizot, Storia generale della civiltà in Europa, Mailand 1841
- Mathieu Richard Auguste Henrion, Storia generale della Chiesa, 13 Bde., Mailand 1843–1850
- Louis de Loménie, Biografie d'uomini illustri contemporanei, Mailand 1845